# 茚三酮反应
茚三酮反应（ninhydrin reaction），又稱寧海準反應，即：所有氨基酸及具有游离α-氨基的肽与茚三酮反应都产生蓝紫色物质，只有脯氨酸与茚三酮反应产生黄色物质。
此反应十分灵敏，根据反应所生成的蓝紫色的深浅，在570nm波长下进行比色就可测定样品中氨基酸的含量，也可以在分离氨基酸时作为显色剂对氨基酸进行定性或定量分析。在法医学上，使用茚三酮反应可采集嫌疑犯在犯罪现场留下来的指纹。因为手汗中含有多种氨基酸，遇茚三酮后起显色反应。
反应机理：